# Аахенски мирен договор (1668)
Вижте пояснителната страница за други значения на Аахенски мирен договор.
Аахенският мирен договор (на френски traité d'Aix-la-Chapelle) от 1668 г. поставя край на Деволюционната война (1667 – 1668) между Франция и Испания. Подписан е на 2 май в германския град Аахен (който французите и англичаните наричат Екс-ла-Шапел) от пълномощните министри Шарл Колбер дьо Кроаси (брат на Великия Колбер) и Франсиско де Моура Кортереал, представител на малолетния испански крал Карлос II. Папа Климент IX служи като посредник.

## Пътят до договора
Луи ХІV се надява с тази война против беззащитната Испанска империя да завземе голяма част от т. нар. Испанско наследство. Има основания за това, тъй като съпругата му е най-голямото дете в семейството, а според някои закони в Нидерландия това ѝ дава предимство при наследяването. Войските му бързо превземет десетина крепости в Испанска Нидерландия, както и Франш-Конте (Бургундското графство). Това уплашва близките държави. Холандският лидер Ян де Вит пръв си дава сметка, че вече не Испания, а Франция е заплаха за мира и стабилността в Европа. Той и английският посланик в Хага сър Уилям Темпъл привличат Швеция и създават Тройния съюз. Съюзът отправя ултиматум към Франция да прекрати войната, а Испания да отстъпи част от земите си, за да се възстанови мирът. Френският крал е обхванат от гняв, тъй като холандците са му съюзници, но решава да отложи плановете си за покоряване на испанските провинции.

## Война или мир
Това е решителен момент в царуването на Луи ХІV, защото той си дава сметка, че ще среща съпротива във всяка агресивна стъпка, която предприеме. Веднага започва подготовка за следваща война, в която приема да се бие с големи коалиции (Холандската война). И сега най-видните му маршали го съветват да не се отказва, например Анри дьо Тюрен. А Себастиен дьо Вобан заявява: „Няма по-уважителен аргумент от оръдията. Те водят право до целта и не могат да те подведат. Кралят трябва да ги избере за свои арбитри и те сигурно и бързо ще постигнат неговите справедливи искания.“ Тримата ключови министри обаче Юг дьо Лион, Мишел льо Телие и Жан-Батист Колбер го съветват да прояви разум.

## Териториални клаузи
На 15 април 1668 г. в Сен Жермен се подписва споразумение с Англия и Съединените провинции, в което Франция и Испания обещават да се помирят преди края на май. Съгласно постигнатия в крайна сметка договор френският крал връща на Испания Франш Конте и това се счита от съвременниците му за голям жест. Той задържа обаче повечето крепости, които вече е превзел в Нидерландия. Новата граница не следва никаква логика, „освен тази докъде са стигнали френските армии предишната есен“. По тази причина френските и испанските крепости са неестествено размесени, трудно защитими една спрямо друга, което подсказва, че на мира се гледа само като на временно примирие. Франция връща три от нидерландските крепости – Камбре, Сен Омер и Ер, а задържа Шарлероа, Лил, Армантиер, Куртре, Дуе, Турне и Уденарде.
С Неймегенските договори (1678) тази граница бива коригирана приблизително до съвременния си вариант.